# Список приходов Витебского диоцеза

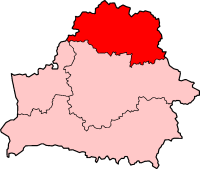
Витебский диоцез на карте Белоруссии

Список приходов Витебского диоцеза — на территории Витебского диоцеза находятся 137 приходов, входящих в состав 12 деканатов.

## Браславский деканат
Браславский деканат — деканат Витебского диоцеза Римско-католической церкви. В его состав входят 15 приходов.
| №  | Населённый пункт / приход                               | Пастор / админ | Костёл                                | Фотографий |
| -- | ------------------------------------------------------- | -------------- | ------------------------------------- | ---------- |
| 1  | Ахремовцы Парафия Воздвижения Креста Господня           |                | Костёл Воздвижения Креста Господня    |            |
| 2  | Браслав Парафия Рождества Пресвятой Девы Марии          |                | Костёл Рождества Пресвятой Девы Марии |            |
| 3  | Видзы Парафия Рождества Пресвятой Девы Марии            |                | Костёл Святой Троицы                  |            |
| 4  | Далекие Парафия Святого Станислава, епископа и мученика |                | Костёл Святого Станислава             |            |
| 5  | Дрисвяты Парафия Святых апостолов Петра и Павла         |                | Костёл Святых апостолов Петра и Павла |            |
| 6  | Замошье Парафия Матери Божьей Ангельской                |                | Костёл или часовня?                   |            |
| 7  | Опса Парафия Святого Иоанна Крестителя                  |                | Костёл Святого Иоанна Крестителя      |            |
| 8  | Иказнь Парафия Божьего Тела                             |                | Костёл Божьего Тела                   |            |
| 9  | Межаны Парафия Матери Божьей Ангельской                 |                | Костёл Матери Божьей Ангельской       |            |
| 10 | Плюсы Парафия Пресвятой Троицы                          |                | Костёл Пресвятой Троицы               |            |
| 11 | Милюнцы (Пеликаны) Парафия Святого Апостола Иакова      |                | Костёл Святого Апостола Иакова        |            |
| 12 | Погоща Парафия Божьего Милосердия                       |                | Костёл Божьего Милосердия             |            |
| 13 | Слободка Парафия Божьего Провидения                     |                | Костёл Божьего Провидения             |            |
| 14 | Урбаны Парафия Святой Терезы Младенца Иисуса            |                | Костёл Святой Терезы Младенца Иисуса  |            |
| 15 | Латочки Парафия Божьего Милосердия                      |                | Часовня?                              |            |

## Витебский деканат
Витебский деканат — деканат Витебского диоцеза Римско-католической церкви. В его состав входят 12 приходов.
| №  | Населённый пункт / приход                                         | Пастор / админ | Костёл                                  | Фотографий |
| -- | ----------------------------------------------------------------- | -------------- | --------------------------------------- | ---------- |
| 1  | ВитебскПарафия Святой Варвары                                     |                | Костёл Святой Варвары                   |            |
| 2  | ВитебскПарафия Святого Владислава                                 |                | Костёл Святого Игнатия Лойолы           |            |
| 3  | Витебск Парафия Святого Антония Падуанского                       |                | Костёл Святого Антония Падуанского      |            |
| 4  | ВитебскПарафия Святого Духа                                       |                | Костёл Святого Духа                     |            |
| 5  | ВитебскПарафия Иисуса Милосердного (кафедральный)                 |                | Кафедральный костёл Иисуса Милосердного |            |
| 6  | Шумилино Парафия Матери Божьей Фатимской                          |                | Костёл Матери Божьей Фатимской          |            |
| 7  | Лиозно Парафия Святого. о. Пио                                    |                | Костёл Святого отца Пио                 |            |
| 8  | Сенно Парафия Пресвятой Троицы.                                   |                | Костёл Пресвятой Троицы                 |            |
| 9  | Оболь Парафия Святого Винсента де Поля                            |                | Костёл?                                 |            |
| 10 | Езерище Парафия Святого Иосифа                                    |                | Костёл?                                 |            |
| 11 | Городок Парафия Посещения Пресвятой Девы Марии                    |                | Костёл Посещения Пресвятой Девы Марии   |            |
| 12 | Мишковичи Парафия Святого апостола Фомы и Святого о. Иоанна Боско |                | Костёл?                                 |            |

## Глубокский деканат
Глубокский деканат — деканат Витебского диоцеза Римско-католической церкви. В его состав входят 14 приходов.
| №  | Населённый пункт / приход                                               | Пастор / админ | Костёл                                                   | Фотографий |
| -- | ----------------------------------------------------------------------- | -------------- | -------------------------------------------------------- | ---------- |
| 1  | Глубокое Парафия Святой Троицы                                          |                | Костёл Святой Троицы                                     |            |
| 2  | Озерцы Парафия Святых Петра и Павла                                     |                | Костёл Святых Апостолов Петра и Павла                    |            |
| 3  | Дерковщина Парафия Вознесения Господня                                  |                | Костёл Успения Пресвятой Девы Марии                      |            |
| 4  | Константиново Парафия Святого Иосафата Кунцевича                        |                | Костёл Святого Иосафата Кунцевича                        |            |
| 5  | Мацюкова Часовня Святого Антония                                        |                | Часовня Святого Антония                                  |            |
| 6  | Мосар Парафия Святой Анны                                               |                | Костёл Святой Анны                                       |            |
| 7  | Задорожье Парафия Пресвятой Девы Марии Доброй                           |                | Костёл Пресвятой Девы Марии                              |            |
| 8  | Подсвилье Парафия Святейшего Сердца Иисуса                              |                | Костёл Святейшего Сердца Иисуса                          |            |
| 9  | Папшичи Часовня Сошествия Святого Духа                                  |                | Костёл Святого Духа и Максимилиана Кольбе                |            |
| 10 | Прозороки Парафия Успения Пресвятой Девы Марии                          |                | Костёл Вознесения Пресвятой Девы Марии                   |            |
| 11 | Прошково Парафия Святого Антония Падуанского                            |                | Костёл Святого Яна                                       |            |
| 12 | Петровщина Парафия Святой Терезы от Младенца Иисуса и Крещения Господня |                | Костёл Крещения Господня и Святой Терезы Младенца Иисуса |            |
| 13 | Удело Парафия Непорочного Зачатия Пресвятой Девы Марии                  |                | Костёл Непорочного Зачатия Пресвятой Девы Марии          |            |
| 14 | Черневичи Парафия Воздвижения Креста Господня                           |                | Костёл Святого Иоанна Крестителя                         |            |

## Докшицкий деканат
Докшищкий деканат — деканат Витебского диоцеза Римско-католической церкви. В его состав входят 11 приходов.
| №  | Населённый пункт / приход                                                   | Пастор / админ | Костёл                                          | Фотографий |
| -- | --------------------------------------------------------------------------- | -------------- | ----------------------------------------------- | ---------- |
| 1  | Барсуки Парафия Святого Семейства и Святого священника Иоанна Марии Вианнея |                | Часовня?                                        |            |
| 2  | Бегомль Парафия Христа Царя Вселенной                                       |                | Костёл Царя Иисуса Христа                       |            |
| 3  | ГнездиловоПарафия Иисуса Милосердного                                       |                | Часовня?                                        |            |
| 4  | БерезовкаПарафия Матери Божьей Остробрамской                                |                | Костёл Матери Божьей Милосердия (Остробрамская) |            |
| 5  | Волколата Парафия Святого Иоанна Крестителя                                 |                | Костёл Святого Иоанна Крестителя                |            |
| 6  | Докшицы Парафия Пресвятой Троицы                                            |                | Костёл Пресвятой Троицы                         |            |
| 7  | Кияково Парафия Воздвижения Святого Креста и Сретения Господня              |                | Часовня Воздвижения Святого Креста              |            |
| 8  | Крулевщина Парафия Пресвятого Сердца Иисуса                                 |                | Костёл Сердца Иисуса                            |            |
| 9  | Парафьяново Парафия имени Пресвятой Девы Марии                              |                | Костёл Пресвятой Девы Марии                     |            |
| 10 | Порплище Парафия Пресвятой Девы Марии Королевы                              |                | Костёл Матери Божьей Королевы                   |            |
| 11 | Урожайная Парафия Святого Ильи                                              |                | Костёл Святого Ильи                             |            |

## Лепельский деканат
Лепельский деканат — деканат Витебского диоцеза Римско-католической церкви. В его состав входят 9 приходов.
| № | Населённый пункт / приход                          | Пастор / админ | Костёл                            | Фотографий |
| - | -------------------------------------------------- | -------------- | --------------------------------- | ---------- |
| 1 | Бешенковичи Парафия святых апостолов Петра и Павла |                | Костёл Святых Петра и Павла       |            |
| 2 | Лепель Парафия Святого Казимира                    |                | Костёл Святого Казимира           |            |
| 3 | Улла Парафия Пресвятой Троицы                      |                | Костёл Пресвятой Троицы           |            |
| 4 | Новолукомль Парафия Святой Марии Магдалены         |                | Костёл Святой Марии Магдалены     |            |
| 5 | Ушачи Парафия Святого Лаврентия                    |                | Костёл Святого Лаврентия          |            |
| 6 | Чашники Парафия Преображения Господня              |                | Костёл Преображения Господня      |            |
| 7 | Близница Парафия Божьего Провидения                |                | Костёл Божьей Воли                |            |
| 8 | Николаево Парафия Сошествия Святого Духа           |                | Часовня Сошествия Святого Духа    |            |
| 9 | Кордон Парафия Матери Божьей Будславской           |                | Часовня Матери Божьей Будславской |            |

## Оршанский деканат
Оршанский деканат — деканат Витебского диоцеза Римско-католической церкви. В его состав входят 4 приходов.
| № | Населённый пункт / приход                   | Пастор / админ | Костёл                                         | Фотографий |
| - | ------------------------------------------- | -------------- | ---------------------------------------------- | ---------- |
| 1 | Толочин Парафия святого Антония Падуанского |                | Костёл святого Антония Падуанского             |            |
| 2 | Орша Парафия Непорочного Сердца Марии       |                | Костёл Непорочного Сердца Пресвятой Девы Марии |            |
| 3 | ОршаПарафия святого Иосифа                  |                | Костёл Святого Иосифа Обручника                |            |
| 4 | Дубровно Парафия Матери Божьей Фатимской    |                | Костел Матери Божьей Фатимской                 |            |

## Полоцкий деканат
Полоцкий деканат — деканат Витебского диоцеза Римско-католической церкви. В его состав входят 12 приходов.
| №  | Населённый пункт / приход                           | Пастор / админ | Костёл                                 | Фотографий |
| -- | --------------------------------------------------- | -------------- | -------------------------------------- | ---------- |
| 1  | Росица Парафия Пресвятой Троицы                     |                | Костёл Пресвятой Троицы                |            |
| 2  | Новополоцк Парафия Пресвятого Сердца Иисуса Христа  |                | Костёл Пресвятого Сердца Иисуса Христа |            |
| 3  | Полоцк Парафия Святого Андрея Боболи                |                | Костёл Святого Андрея Боболи           |            |
| 4  | Сарья Парафия Успения Пресвятой Девы Марии          |                | Костёл Пресвятой Девы Марии            |            |
| 5  | Фариново Парафия Святого Духа                       |                | Костёл Святого Духа                    |            |
| 6  | Ветрино Парафия блаженного Юрия Матулевича          |                | Костёл блаженного Юрия Матулевича      |            |
| 7  | Кохановичи Часовня Божьего Милосердия               |                | Часовня Божьего Милосердия             |            |
| 8  | Россоны Парафия Святого Иосафата Кунцевича          |                | Костёл Святого Иосафата Кунцевича      |            |
| 9  | Борковичи Парафия Святого Антония                   |                | Часовня?                               |            |
| 10 | Бигосово Парафия Пресвятой Троицы                   |                | Часовня Пресвятой Троицы               |            |
| 11 | Освея Парафия Святой Марии Магдалины                |                | Костёл Пресвятой Троицы                |            |
| 12 | Верхнедвинск Парафия Рождества Пресвятой Девы Марии |                | Костёл Рождества Девы Марии            |            |

## Поставский деканат
Поставский деканат — деканат Витебского диоцеза Римско-католической церкви. В его состав входят 14 приходов.
| №  | Населённый пункт / приход                                                                         | Пастор / админ | Костёл                             | Фотографий |
| -- | ------------------------------------------------------------------------------------------------- | -------------- | ---------------------------------- | ---------- |
| 1  | Камаи Парафия Святого Иоанна Крестителя                                                           |                | Костёл Святого Иоанна Крестителя   |            |
| 2  | Поставы Парафия Непорочного Зачатия Пресвятой Девы Марии и св. Антония Падуанского                |                | Костёл святого Антония Падуанского |            |
| 3  | Дуниловичи Парафия Пресвятой Троицы                                                               |                | Костёл Пресвятой Троицы            |            |
| 4  | Поставы Парафия Иисуса Милосердного                                                               |                | Костёл Иисуса Милосердного         |            |
| 5  | Лынтупы Парафия Святого Апостола Андрея                                                           |                | Костёл Святого Апостола Андрея     |            |
| 6  | Лучай и Старый Двор Парафия Святого Иуды Фаддея                                                   |                | Костёл Святого Иуды Фаддея         |            |
| 7  | Воропаево, Гута и Ляховщина Парафия Святых Архангела Михаила и блаженного епископа Михаила Козаля |                | Костёл Святого архангела Михаила   |            |
| 8  | Париж Парафия Святого Иосифа Обручника                                                            |                | Костёл Святого Иосифа Обручника    |            |
| 9  | Ярево Парафия Божьей Матери Шкаплерной и святого Апостола Иоанна                                  |                | Костёл?                            |            |
| 10 | Тешелово Парафия Святых мучеников Стефана и Флориана                                              |                | Костёл?                            |            |
| 11 | Новоселки Парафия Божьего Милосердия и Иоакима и Анны;                                            |                | Костёл?                            |            |
| 12 | Груздово Парафия Воздвижения Святого Креста                                                       |                | Костёл?                            |            |
| 13 | Серги Парафия Святых Петра и Павла                                                                |                | Костёл?                            |            |
| 14 | Сергеевичи Парафия Матери Божией Остробрамской                                                    |                | Костёл?                            |            |

## Миорский деканат
Миорский деканат — деканат Витебского диоцеза Римско-католической церкви. В его состав входят 15 приходов.
| №  | Населённый пункт / приход                                                                | Пастор / админ | Костёл                                          | Фотографий |
| -- | ---------------------------------------------------------------------------------------- | -------------- | ----------------------------------------------- | ---------- |
| 1  | Лужки Парафия Святого Архангела Михаила                                                  |                | Костёл Святого Архангела Михаила                |            |
| 3  | Шарковщина Парафия Воздвижения Креста Господня                                           |                | Костёл Воздвижения Креста Господня              |            |
| 4  | Германовичи Парафия Преображения Господня                                                |                | Костёл Преображения Господня                    |            |
| 5  | Новый Погост Парафия Пресвятой Троицы                                                    |                | Костёл Пресвятой Троицы                         |            |
| 6  | Бороденичи Парафия Святого Иосифа                                                        |                | Костёл Святого Иосифа                           |            |
| 7  | Друйск Часовня Святого Иосифа                                                            |                | Часовня Святого Иосифа                          |            |
| 8  | Иоды Парафия Матери Божьей Шкаплерной                                                    |                | Костёл Матери Божьей Шкаплерной                 |            |
| 9  | Миоры Парафия Успения Пресвятой Девы Марии и св. Иосафата Кунцевича, епископа и мученика |                | Костёл Пресвятой Девы Марии                     |            |
| 10 | Идолта Парафия Матери Божьей Шкаплерной                                                  |                | Костёл Матери Божьей Шкаплерной                 |            |
| 11 | Детковцы Часовня Матери Божией Остробрамской                                             |                | Часовня Матери Божией Остробрамской             |            |
| 12 | Друя Парафия Пресвятой Троицы                                                            |                | Костёл Пресвятой Троицы                         |            |
| 13 | Леонполь Парафия Матери Божьей Фатимской                                                 |                | Костёл Христа Царя                              |            |
| 14 | Дисна Парафия Непорочного Зачатия Пресвятой Девы Марии                                   |                | Костёл Непорочного Зачатия Пресвятой Девы Марии |            |
| 15 | Мальки Часовня Святых Апостолов Петра и Павла                                            |                | Часовня Святых Апостолов Петра и Павла          |            |

## Источник
- Информация на Catholic.by  (бел.)